# Ignaz Friedman
Pour les articles homonymes, voir Friedman.
Ignaz Friedman né le 13 février 1882 à Podgórze près de Cracovie et mort le 26 janvier 1948 à Sydney est un pianiste polonais, aussi compositeur de petites pièces pour piano.

## Biographie

### Formation
Né Solomon Isaac Freudman, c'est un enfant prodige issu d'une famille où son père et son oncle, musiciens d'orchestre, se produisent au théâtre, effectuant des tournées en Europe de l'est et parfois jusqu'en Turquie et même deux ans aux États-Unis. L'adolescent fait même une tournée avec eux. Six ans avant sa naissance, dans la même ville de Podgórze était né Josef Hofmann, un pianiste prodige.
Friedman a pris des leçons de piano dès six ans, avec Flora Grzywinska à Cracovie. Son père, sans cesse en voyage jusqu'à trouver un poste stable à Cracovie en 1892, pense que l'instrument lui réservera une vie plus calme que la sienne. Il donne son premier récital à l'âge de seize ans.
En 1900, grâce à la générosité d'un médecin de Cracovie, il entre au Conservatoire de Leipzig et étudie la composition avec Hugo Riemann parallèlement à la philosophie, d'esthétique et de philologie à l'université.
L'année suivante, à dix neuf ans, il décide de poursuivre ses études du piano à Vienne avec le réputé Teodor Leszetycki (lui-même d'origine polonaise et élève de Czerny). Peu enthousiaste, Leschetizky considère le jeu de Friedman comme trop indiscipliné. Moiseiwistch, qui a vécu la même situation, affirme qu'il s'agissait d'une tactique pour le professeur de dégonfler l'égo d'un élève et le préparer aux difficultés et à la rigueur de l'étude. Malgré tout, il admet le jeune Friedman dans sa classe. Il y restera trois ans et travaille même pour lui comme assistant, Leschetizky ayant passé les soixante-et-onze ans… Il participe aux classes de maître de Busoni et étudie la composition et la théorie.

### Carrière
Pour son premier concert officiel, le 22 novembre 1904 à Vienne, il interprète trois concertos pour piano en une soirée : les premiers concertos de Brahms, Tchaikovski et Liszt. Friedman rivalise ainsi avec les programmes similaires de ses aînés Busoni ou Godowsky, ce qui lance sa carrière. La critique est enthousiaste.
En 1905 et 1940, il enchaîne les tournées dans le monde entier, jusqu'au Japon. Il joue avec des partenaires nombreux : Erika Morini, Mischa Elman, Leopold Auer, Ossip Gabrilowitsch, Eugène Ysaÿe et sous la direction de chefs tels Willem Mengelberg, Antal Doráti ou Arthur Nikisch. Selon son estimation personnelle, Friedman s'est produit plus de 2 800 fois au concert.
Jusqu'en 1914, Friedman réside à Berlin et se réfugie à Copenhague pendant la guerre. Ensuite il préfère l'Italie.
En avril 1923, il enregistre son premier disque pour la Columbia américaine.
En 1927, à Vienne, il prend part aux concerts pour le centième anniversaire de la mort de Beethoven avec notamment l'intégrale des trios avec piano avec Bronisław Huberman et Pablo Casals.
Alors qu'il est en Europe au début de la Seconde Guerre mondiale, ayant accepté de remplacer des annulations d'autres artistes à Vienne, il obtient à la dernière minute une tournée en Australie en 1940, qui lui sauve la vie.
Il décide de s'installer à Sydney et y restera jusqu'à sa mort, sans jamais revenir en Europe. En 1943, un problème de paralysie de sa main gauche le force à abandonner les concerts.
Il repose à Genève, au cimetière du Petit-Saconnex.

## Interprète

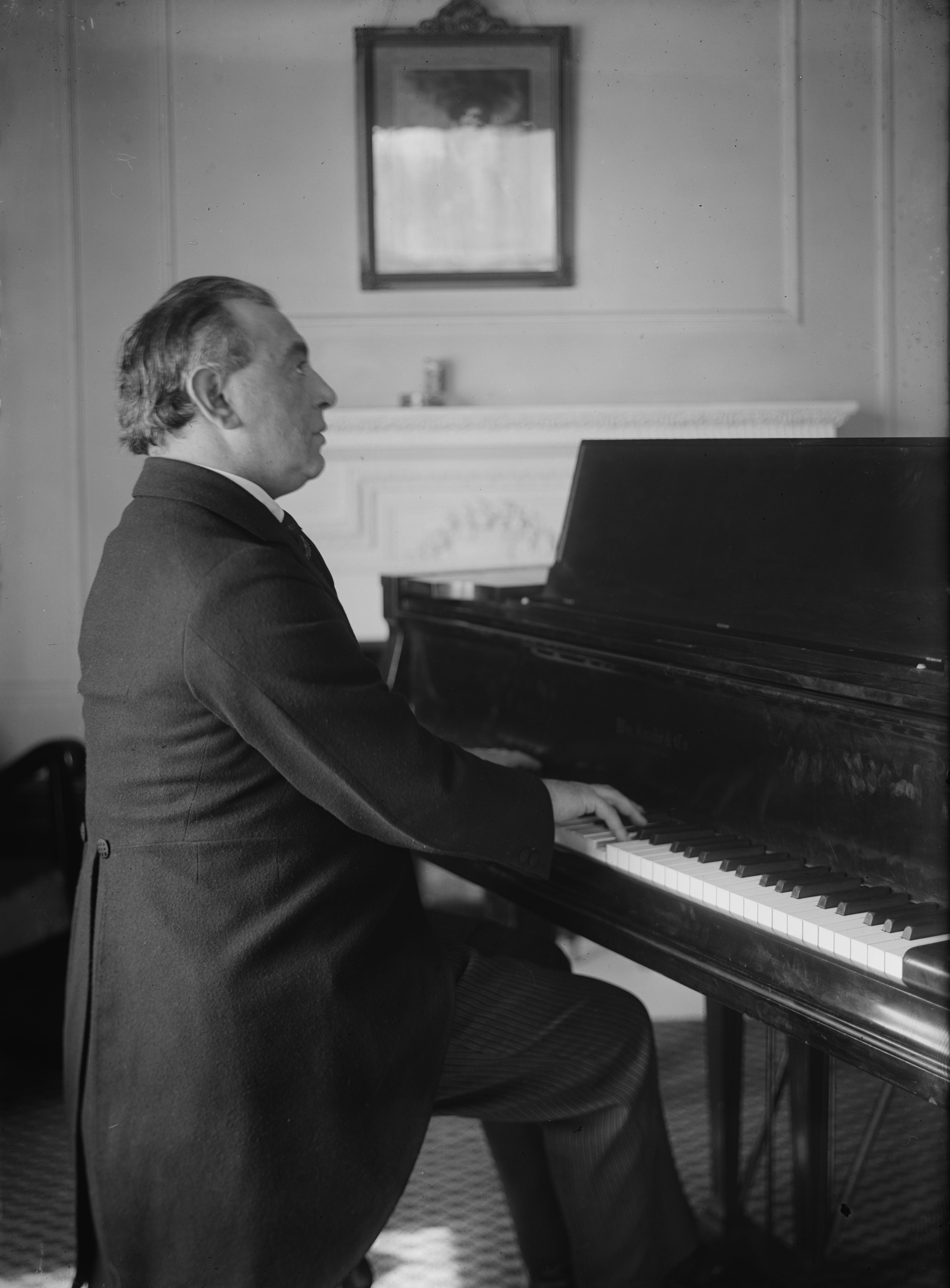
Ignaz Friedman au clavier.

Les interprétations de Friedman sont caractérisées par une force extraordinaire. Ses capacités techniques, aux dires de Rachmaninoff qui le plaçait au même rang, sont aussi impressionnantes que celles de ses contemporains Rosenthal, Godowsky, Josef Hofmann ou Lhévinne. Il utilise une très large palette dynamique et agogique, sans perdre l'équilibre de la musique.
Il est considéré comme un des élèves les plus doués techniquement parmi tous les virtuoses de Leschetizky. Même Horowitz, affirme qu'il avait une technique supérieure à la sienne.
Friedman apprécie les petites formes, telles que les chansons sans paroles de Mendelssohn, les Mazurkas de Chopin, et donne son sens aigu du rythme et à modeler les sons.
Comme son compatriote et contemporain Moriz Rosenthal, les interprétations de Chopin par Friedman (en particulier les Mazurkas) sont considérées par beaucoup comme inégalées : il avait pratiqué cette danse dans la Pologne de son enfance, a-t-il confié à Bruce Hungerford. Jean-Charles Hoffelé, écrivant à propos des Chopin par Friedman, fait l'inventaire des ressources du pianiste : 

« Chaque note  qu'il grave tient du miracle : la souplesse de son poignet lui permettait des répétitions volatiles, immatérielles, qui restituent l'art ornemental de l'écriture chopinienne dans son paysage natif, celui du bel canto, tout comme un legato peut-être jamais égalé (sinon plus tardivement et dans un tout autre but par Claudio Arrau). Son art d'utiliser les pédales lui permettaient d'exploiter toutes les subtilités harmoniques d'un compositeur que l'on croit trop souvent accaparé par le seul souci mélodique […]. Enfin la qualité du toucher de Friedman lui permettait de couvrir une vaste palette dynamique utilisée par Chopin sans jamais outrepasser un jeu timbré.
Aucun pianiste n'est arrivé à égaler Friedman dans les œuvres de Chopin qu'il grava, pas même deux autres interprètes légendaires, Alfred Cortot et Josef Hofmann. »

On retrouve les choix du pianiste dans son édition complète des œuvres pour piano de Frédéric Chopin en 12 volumes, chez Breitkopf & Härtel que Debussy appréciait beaucoup. Il est aussi l'éditeur d'œuvres de Schumann, Mendelssohn et Liszt.
Outre Chopin, il apprécie notamment Liszt et Beethoven. Son répertoire est vaste : des maîtres du XVIIIe siècle à Debussy, Ravel, Albéniz, Dohnányi, Kodály et Bartók.
Friedman a été le professeur de plusieurs pianistes importants, par exemple Ignaz Tiegerman et Bruce Hungerford.

Il disait : 

« Commencez par acquérir la technique, puis entreprenez l'étude des compositions classiques… Ayez toutes les possibilités techniques dans votre poche et préservez ainsi la fraîcheur de la composition, sinon vous la jouerez sans fantaisie. »

## Compositions

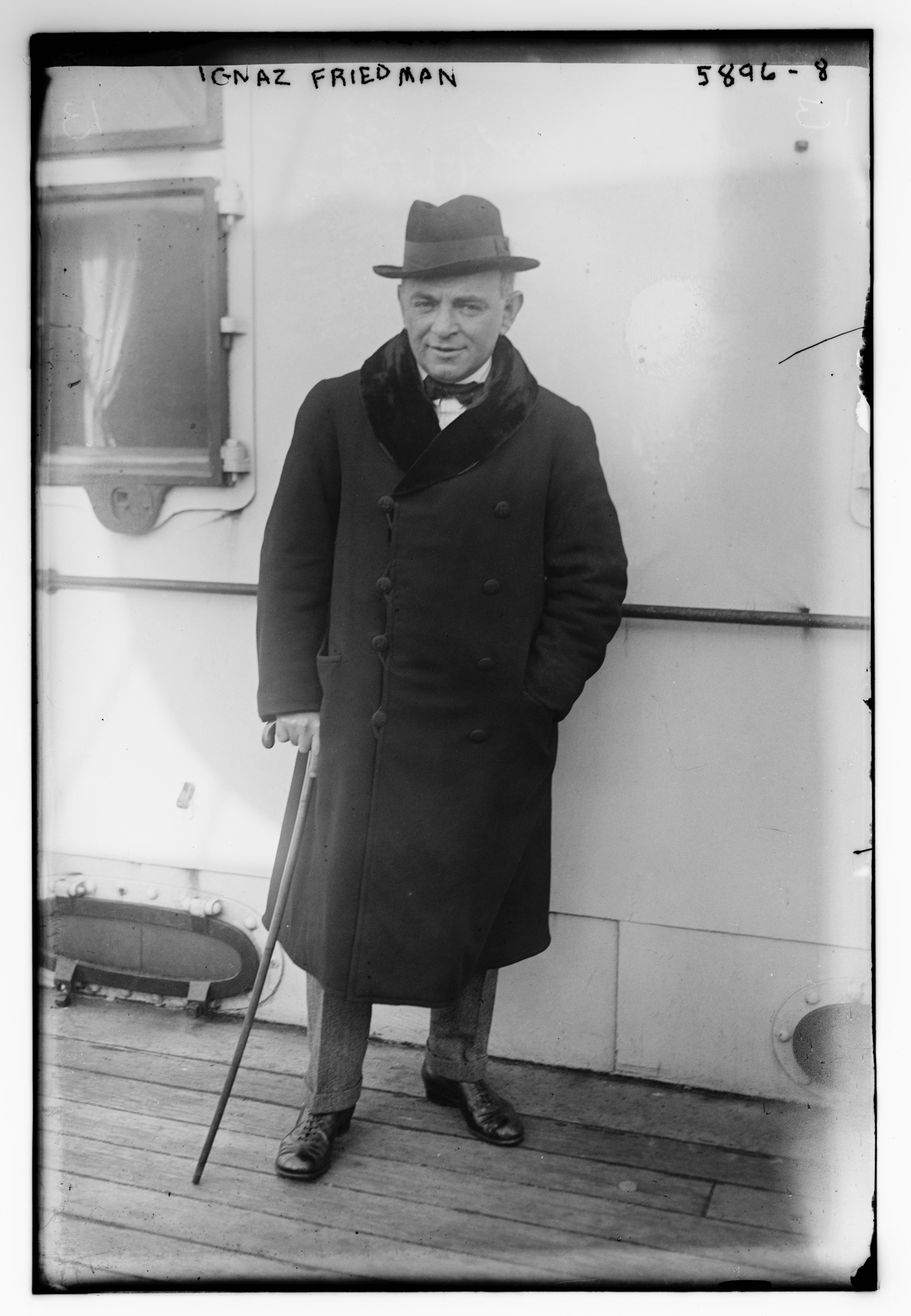
Ignaz Friedman.

Friedman a écrit une centaine d'œuvres dans la tradition du « pianiste-compositeur ». Ce sont d'élégantes pièces de salon, dans le meilleur sens du terme, des Fantasiestücke. On peut citer la Tabatière à musique opus 33 no 3, la Passacaille, opus 44, ainsi que des études, mais aussi des mélodies, de la musique de chambre (pour violoncelle, trois quatuors à cordes et un quintette avec piano) et un concerto pour piano.
Typique de son époque, il a aussi arrangé des œuvres, par exemple en ajoutant l'octave aux basses, notamment on lui doit des arrangements de Bach ou de Scarlatti (80 arrangements en tout).

## Discographie

### Par Friedman
Bien que les enregistrements pour la radio australienne et de Nouvelle-Zélande aient été perdus, beaucoup d'autres sont maintenant publiés, notamment de Beethoven, Mendelssohn, Chopin et Grieg. L'ensemble le plus complet est proposé par Naxos « Historical ». Sur l'un d'eux (vol. 5), Friedman parle de Chopin et de Paderewski.
- Vol.1 : Beethoven, Sonate Clair de Lune & Chopin, Mazurkas (Naxos 8.110684)
- Vol.2 : Grieg, Concerto pour piano ; Chopin, Sonate en si mineur (8.110686)
- Vol.3 : Chopin, Mazurkas (8.110690)
- Vol.4 : Mendelssohn, Mélodies sans parole (8.110736)
- Vol.5 : English Columbia Recordings (8.111114)
- Ignaz Friedman, Enregistrements complets pour piano solo 1923-1936 (4CD Pearl IF 2000)
- Ignaz Friedman, Mendelssohn, Chopin et Liszt (Biddulph 044)[12]
- Ignaz Friedman, Grands pianistes du XXe siècle vol. 30 (2CD Philips)

### De Friedman
- Quintette en ut mineur - Quatuor Szymanowski ; Piers Lane, Jonathan Plowright, piano (2016, Hyperion CDA68124) — avec Ludomir Różycki
- Quintettes en ut mineur - Nils-Erik Sparf et Ulf Forsberg, violons ; Ellen Nisbeth, alto ; Andreas Brantelid, violoncelle ; Bengt Forsberg, piano (BIS)

Transcriptions
- Bach, Transcriptions pour piano, vol. 3 - Piers Lane, piano (2003, Hyperion CDA67344)